# Eleanor Norcross
Ella Augusta « Eleanor » Norcross, née le 24 juin 1854 à Fitchburg (Massachusetts) et morte dans la même ville le 19 octobre 1923, est une peintre américaine qui a étudié auprès de William Merritt Chase et Alfred Stevens. Elle vit la majeure partie de sa vie d'adulte à Paris en tant qu'artiste et collectionneuse, et passe ses étés dans sa ville natale de Fitchburg dans le Massachusetts. Norcross a peint des portraits et des natures mortes impressionnistes et est mieux connue pour ses peintures d'intérieurs raffinés.
Son père lui assure une vie confortable, à condition qu'elle ne vende pas ses tableaux. Ayant pour mission de donner aux habitants de sa ville natale la possibilité de voir de grandes œuvres d'art, Norcross collectionne des œuvres d'art, réalise des copies de peintures de maîtres anciens et documente systématiquement les arts décoratifs du XIIe au XIXe siècle. Ses fonds et sa collection d'art ont été utilisés pour créer le Fitchburg Art Museum.
En 1924, ses œuvres sont exposées à titre posthume à Paris au Louvre et au Salon d'Automne, où Norcross est le premier Américain à avoir eu une rétrospective. Ses œuvres ont également été exposées l'année suivante au musée des Beaux-Arts de Boston.

## Biographie

### Jeunesse
Ella Augusta Norcross naît le 24 juin 1854 à Fitchburg, Massachusetts,, à environ 50 milles (80,4672 km) à l'ouest de Boston, de Amasa Norcross et Susan Augusta Norcross,. Son père est avocat et le premier maire de Fitchburg. Il est également sénateur d'État et représentant des États-Unis,,. Sa mère, Susan, est une institutrice dans la région de Fitchburg et pendant la guerre civile, elle est dirigeante d'une des Ladies' aid societies (en), qui fournit des vêtements, des couvertures et d'autres fournitures aux soldats de Fitchburg et d'autres endroits de l'État de Massachusetts,. En 1863, le frère d'Eleanor, Nelson, âgé de trois ans, meurt de la scarlatine, et quand elle a 14 ans, sa mère meurt de la tuberculose. Norcross et son père ainsi que les autres membres de la famille entretiennent des relations étroites,.

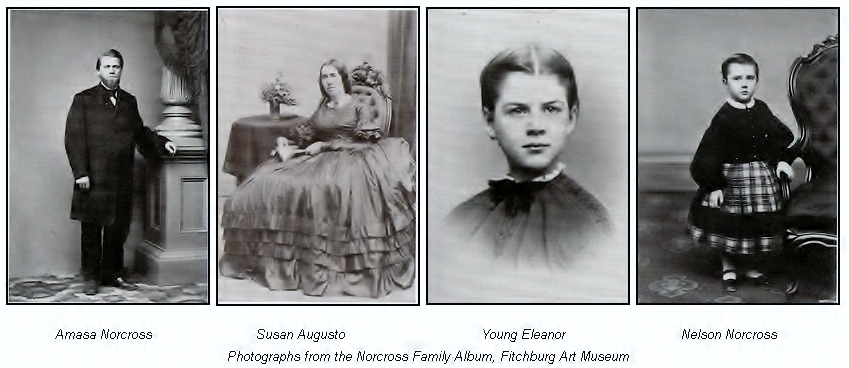
Amasa, Susan, Eleanor et Nelson Norcross

Norcross bénéficie d'une éducation privilégiée qui n'est pas accessible à de nombreuses jeunes femmes de sa génération. À l'âge de 16 ans, elle est diplômée du lycée de Fitchburg, et à partir de 1870, elle fréquente le Wheaton Female Seminary,, maintenant Wheaton College. À 16 et 17 ans, elle écrit des essais pour Rushlight, le journal littéraire de l'école. La nature de ses essais donne un aperçu de la femme qu'elle deviendra : une femme qui exerce avec succès dans une société orientée vers les hommes, qui a intérêt à améliorer le sort des autres et qui apprécie les choses historiques. Elle obtient son diplôme en 1872. Frances Vose Emerson est une camarade de classe de Norcross à Wheaton, une bonne amie d'enfance et finalement une administratrice du Fitchburg Art Museum,.

### Éducation et début de carrière
Norcross étudie à la Massachusetts Normal Art School de Boston, maintenant le Massachusetts College of Art and Design, pour se préparer à enseigner l'art. Vivant à Fitchburg, elle se rend en train à l'école à Boston. Norcross obtient son certificat d'enseignement en 1876 et enseigne le dessin dans les écoles de Fitchburg pendant un an,. Norcross déménage avec son père à Washington lorsqu'il est élu à la Chambre des représentants. « Causeuse pleine d'esprit et vivante », elle agit comme son hôtesse dans la capitale et à partir de 1878, Norcross étudie l'art à New York sous la direction de William Merritt Chase à la Art Students League of New York, pour une durée maximale de cinq ans. En juin 1883, elle embarque pour Paris afin d'étudier avec Alfred Stevens selon la recommandation de Chase. Elle et quelques autres femmes étudient avec l'artiste belge pendant les hivers de 1883 et 1884,.

### Mort
Norcross décède d'une insuffisance rénale le 19 octobre 1923.

## Carrière

### L'influence du père
Son père fournit un soutien financier qui permet à Norcross de vivre confortablement. Elle expose ses œuvres dans des salons, conformément à un accord avec son père selon lequel elle n'en vendrait aucune ; il croyait que les femmes devraient donner leurs œuvres et ne pas entrer dans le monde des affaires à vocation masculine. Pour tous les tableaux qu'elle souhaite offrir, M. Norcross lui propose de les faire « joliment encadrer ».
Elle vit à Paris pendant 40 ans et voyage à travers l'Europe. Son père vit avec elle pendant les hivers après sa retraite et jusqu'en 1898, année de sa mort. Rejoint par sa fille, Amasa Norcross passe ses étés à Fitchburg.

### Style et peintures
Norcross peint des portraits et des natures mortes, et fait des copies de maîtres anciens. Ses portraits et plus tard ses intérieurs sont exécutés avec des « coups de pinceau délicats »,. Elle a un sens aigu de la couleur et la capacité de représenter les reflets et les textures, comme l'éclat du métal, l'éclat du satin et la texture du velours. Les compositions de ses intérieurs sont positionnées de manière à amener le spectateur à considérer ce qui pourrait se trouver à travers une porte ou dans un coin, comme dans Carpeaux Sevres.
Sa peinture, Woman in a Garden, reflète les influences de Chase, Monet et de l'impressionnisme français combinées à l'habileté à dessiner avec un pinceau apprise d'Alfred Stevens. Rappelant les peintures en plein air de Chase, le fond sombre contraste avec la femme énigmatique et illuminée. My Studio (1891) — qui représente son père dans une pièce avec des « textiles aux motifs élaborés », des meubles anciens et orientaux et des fleurs — est « la plus impressionnante » de ses œuvres au Fitchburg Art Museum. C'était aussi son image d'une « maison idéale »,.
Elle expose de 1887 jusqu'à sa mort à la Société nationale des beaux-arts du Champ-de-Mars, ce qui est rendu possible grâce à son étroite amitié avec Puvis de Chavannes,. Ses œuvres sont également exposées à Boston et à New York. Elle expose son travail au Palais des Beaux-arts lors de l'Exposition universelle de 1893 à Chicago, dans l'Illinois. Norcross partage un atelier avec Alix d'Anethan, dont les peintures, influencées par Puvis, représentent la vie pastorale et contemporaine.
Elle commence à collectionner des œuvres d'art européennes historiques, notamment pour les exposer dans des lieux publics dans ou à proximité de sa ville natale. Après 1905, elle réalise des copies de tableaux de grands artistes, comme Hals, Velázquez et Botticelli. À peu près à la même époque, elle commence à réaliser des peintures d'art décoratif français, de l'art gothique du XIIe au XIXe siècle, qu'elle voit dans les galeries, notamment des scènes d'intérieur du Louvre. Les intérieurs de Norcross donnent un aperçu des arts décoratifs européens.
Le musée des Arts Décoratifs (au Louvre) doit exposer ses œuvres en 1914, mais l'exposition est annulée en raison du début de la Première Guerre mondiale. Norcross est connue pour être accueillante envers les étudiants en art venant des États-Unis et vit rue de Bellechasse les 12 dernières années de sa vie.

### Collection
Elle commence à acheter des objets d'art avec l'intention de les envoyer en Amérique, afin que les personnes qui n'ont pas le luxe de voyager en Europe puissent voir de belles œuvres d'art. Norcross collectionne des meubles, des textiles, des porcelaines et d'autres objets lors de visites dans des villages français.
Des œuvres de sa collection ont été données au Wheaton College en 1922 lors de ses 50 ans de réunion, notamment une esquisse à l'huile d'Alix d'Anethan et un paysage marin d'Alfred Stevens. Elle prête ses peintures au Worcester Art Museum et la bibliothèque publique de Fitchburg bénéficie de photographies, d'estampes, de gravures, de textiles, de vaisselle et de meubles. Elle participe au placement d'œuvres d'art à la bibliothèque afin que les visiteurs de chaque département aient l'occasion de voir les œuvres d'art, notamment des estampes européennes et des gravures rares s'étendant sur plusieurs siècles.

### Musée
Pour mettre en œuvre son projet de création d'un centre culturel à Fitchburg, Norcross expédie des œuvres d'art de sa collection dans sa ville natale et laisse 10 000 $, ou 100 000 $ dans son testament,, avec la condition que la ville collecte un montant égal pour fournir une dotation saine, sinon l'argent irait au séminaire de Wheaton.
Les amies Frances Vose Emerson et la professeure d'art Providence Sophia Lord Pitman sont identifiées dans le testament comme administratrices du musée,. Une ancienne écurie en brique est achetée en 1924 et transformée par Howe, Manning & Almy, Inc., un cabinet de femmes architectes de Boston,, en un bâtiment provincial français. En 1929, le Fitchburg Art Center ouvre ses portes et sera ensuite rebaptisé Fitchburg Art Museum. La majeure partie de la collection et du bâtiment est détruite lors d'un incendie en 1934. Le musée dispose désormais de 20 000 pieds carrés (1858 mètres carrés) d'espace d'exposition répartis sur quatre bâtiments, et d'œuvres d'art de l'ère précolombienne au xxe siècle. Les œuvres d'art, qui comprennent des peintures, des gravures, des livres illustrés, des dessins et des photographies, sont originaires d'Europe, des Amériques, d'Asie et d'Afrique. Le Fitchburg Art Museum possède une collection d'œuvres de Norcross, ainsi que des œuvres de John Singer Sargent, William Merritt Chase et d'autres artistes américains et européens.

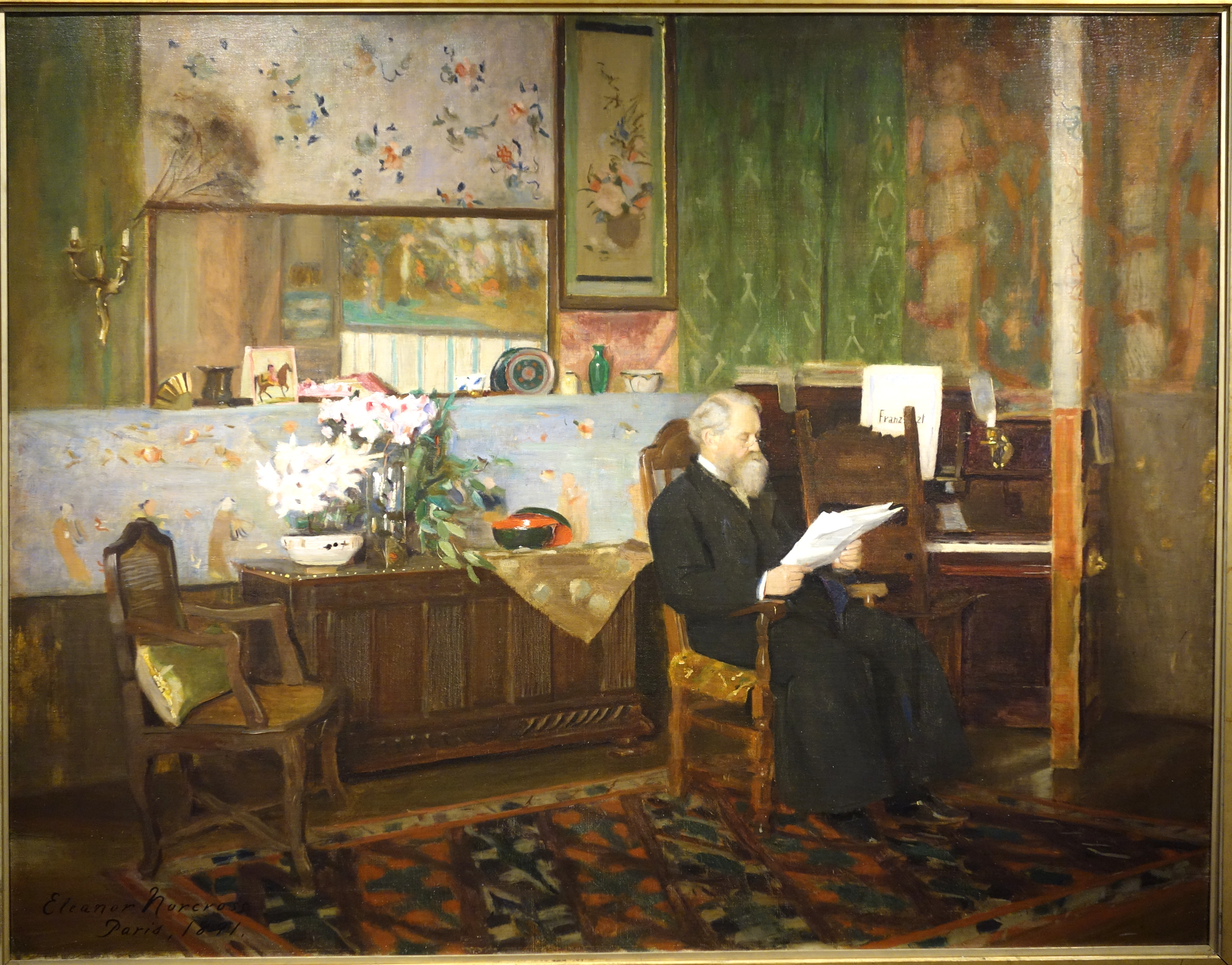
My Studio, 1891, huile sur toile, Fitchburg Art Museum, Massachusetts.
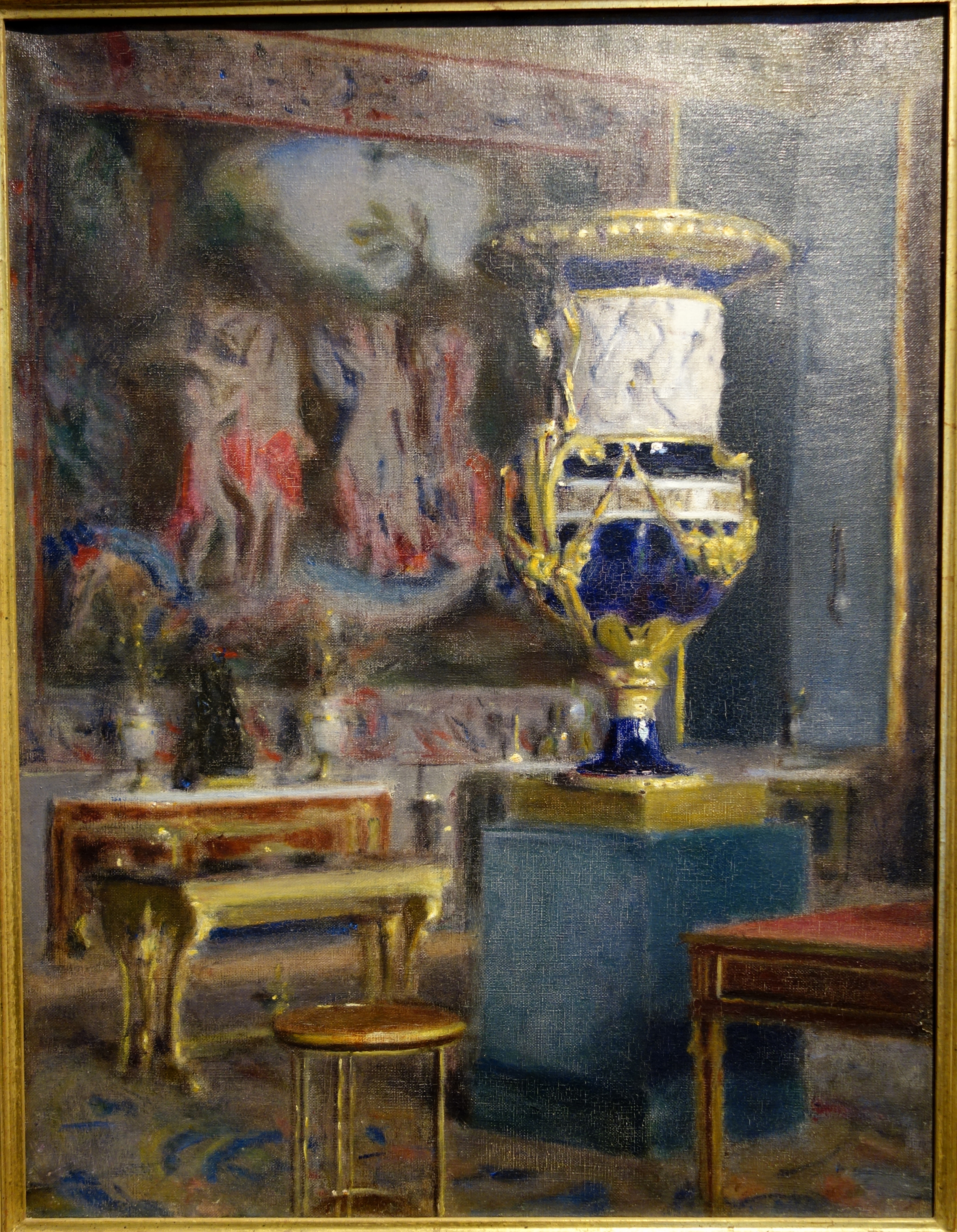
Tapestry, huile sur toile, Fitchburg Art Museum, Massachusetts.
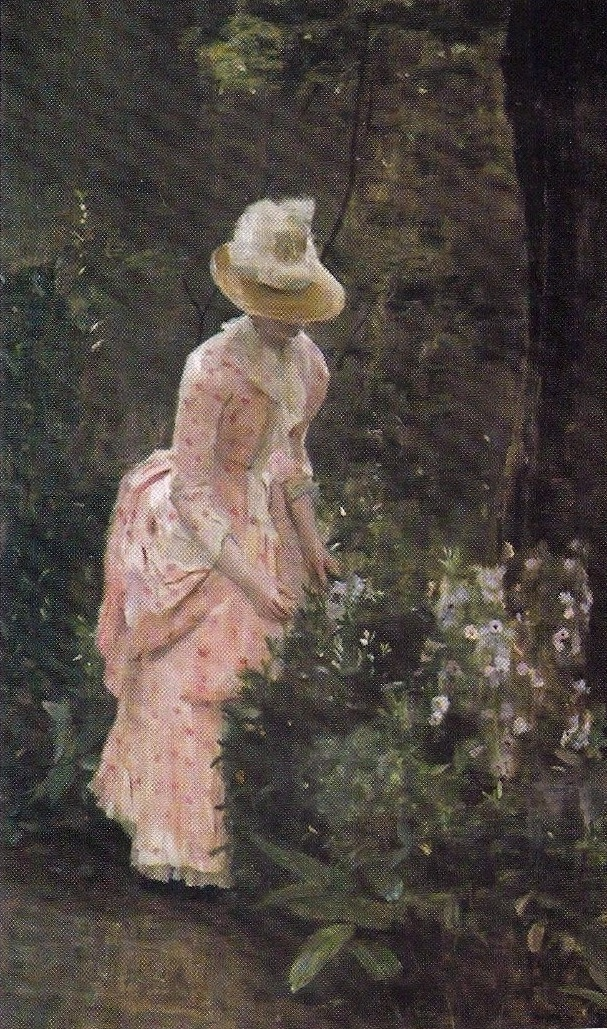
Woman in a [Paris] Garden, Fitchburg Art Museum, Massachusetts.
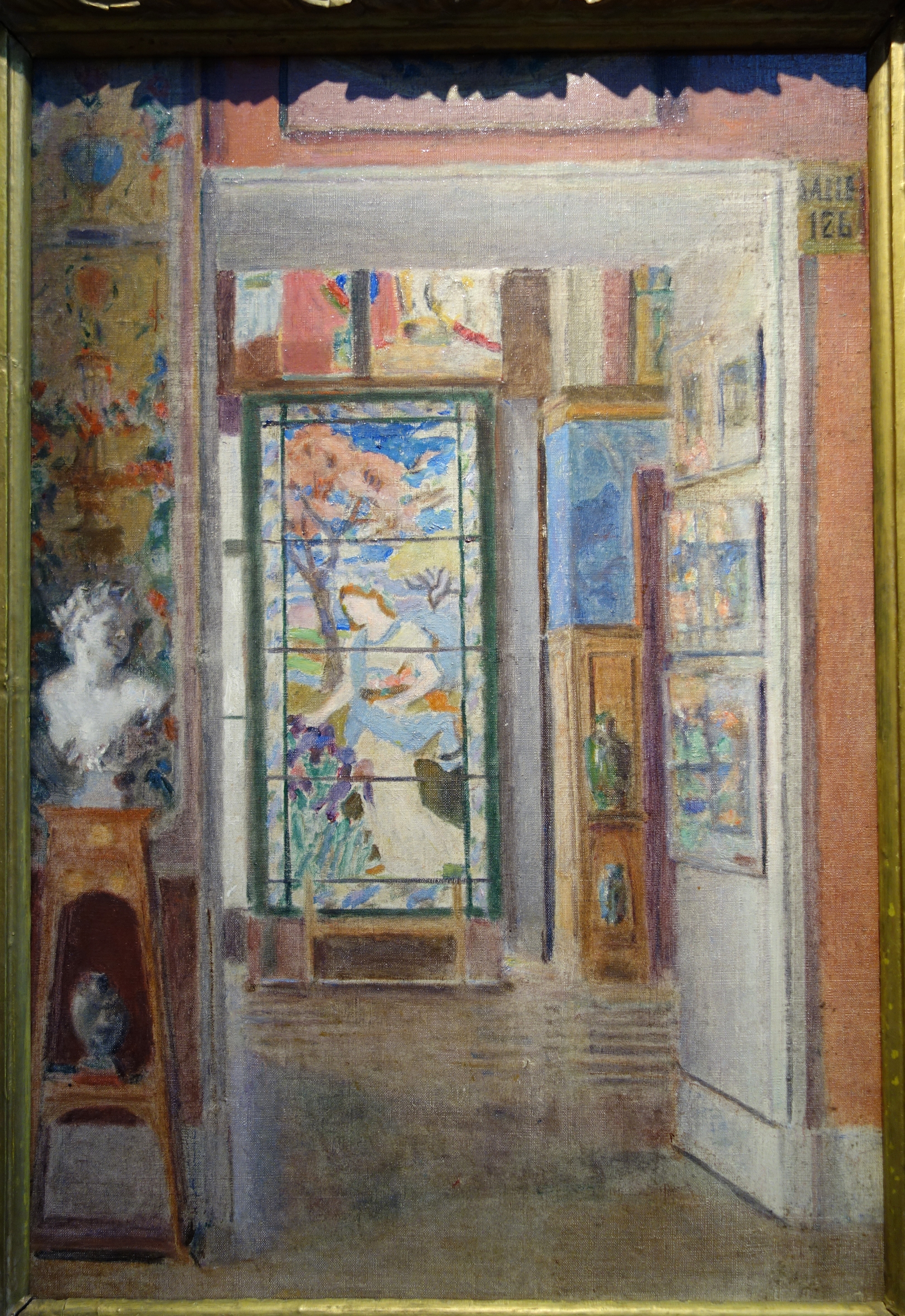
Carpeaux Sèvres (aussi connu sous le nom de Arte Moderne), huile sur toile, Fitchburg Art Museum, Massachusetts.

### Expositions posthumes
Des expositions de ses peintures ont eu lieu après sa mort. L'exposition commémorative au Louvre, inaugurée par l'ambassadeur américain Myron T. Herrick, comprend 53 de ses tableaux en 1924. Le Louvre conserve deux tableaux réalisés par Norcross de l'intérieur du musée des Arts décoratifs. Seize de ses œuvres sont exposées au Salon d'Automne la même année ; Norcross est la première Américaine à y avoir une rétrospective de son travail,. Une exposition a également eu lieu au musée des Beaux-Arts de Boston en 1925.